# Komitat Weißenburg
Das Komitat Fejér, auch Komitat Weißenburg genannt (ungarisch Fejér vármegye, lateinisch comitatus Albensis) war eine Verwaltungseinheit im westlichen Zentrum des Königreichs Ungarn. Verwaltungssitz war Székesfehérvár.
Das Gebiet liegt im heutigen Zentralungarn auf der Fläche des heutigen Komitats Fejér, war allerdings etwas kleiner als das heute noch Bestehende.

## Lage

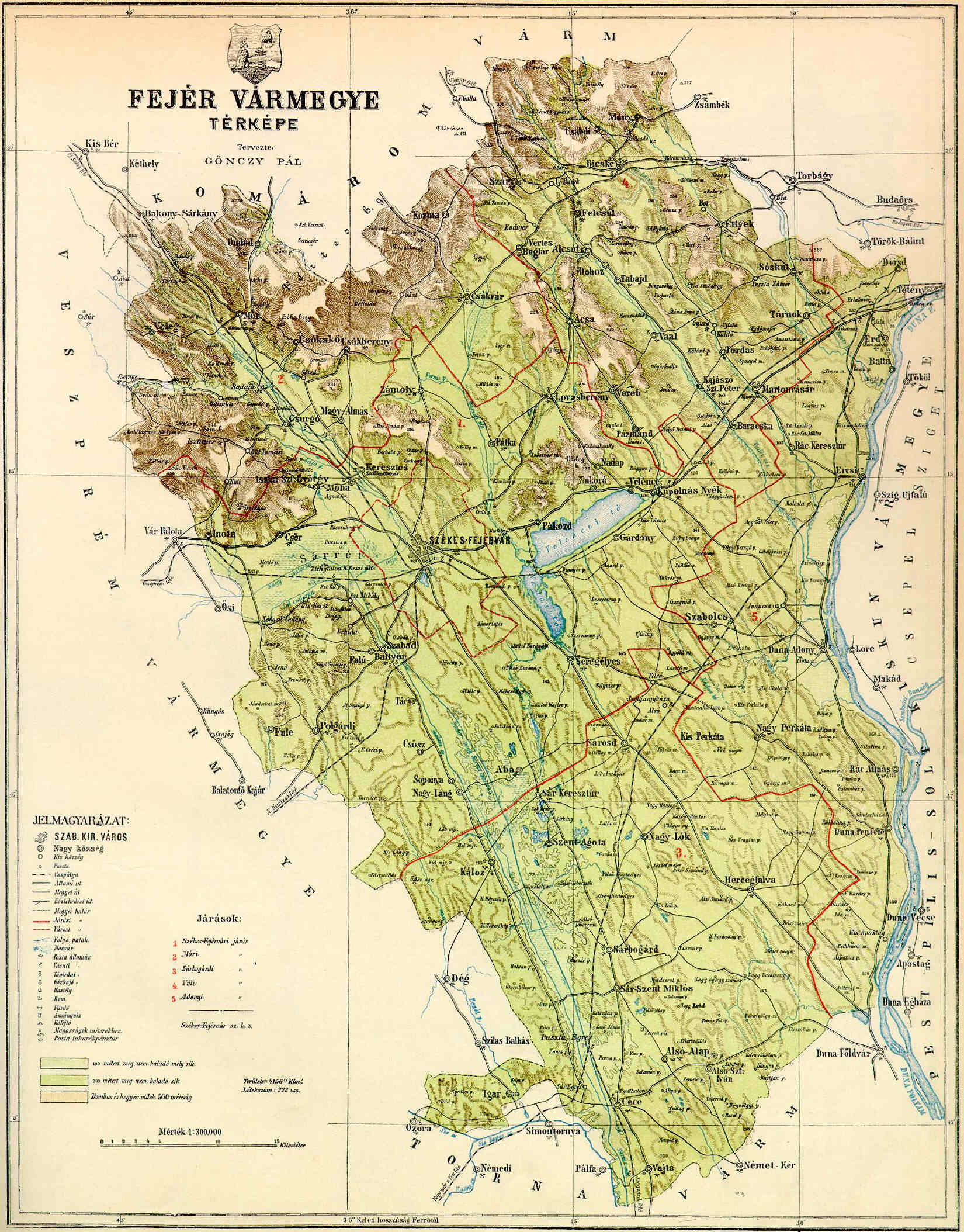
Karte des Komitats Fejér um 1890

Das Komitat grenzte an die Komitate Komitat Wesprim (Veszprém), Komitat Komorn (Komárom), Pest-Pilis-Solt-Kiskun und Tolna. Es lag südwestlich von Budapest, und seine östliche Grenze war die Donau.

## Geschichte
Das Komitat entstand im 11. Jahrhundert und bestand in dieser Form bis zur großen Komitatsreform 1950. Im 17. Jahrhundert kam lediglich die Region Solt zum Komitat Pest-Pilis-Solt-Kiskun. 1950 kam die südöstliche Region am Balaton (um den Ort Enying) vom Komitat Veszprém zum Gebiet hinzu, die Stadt Érd und Umgebung gingen an das Komitat Pest. Siehe weiter unter Komitat Fejér.

## Bezirksunterteilung

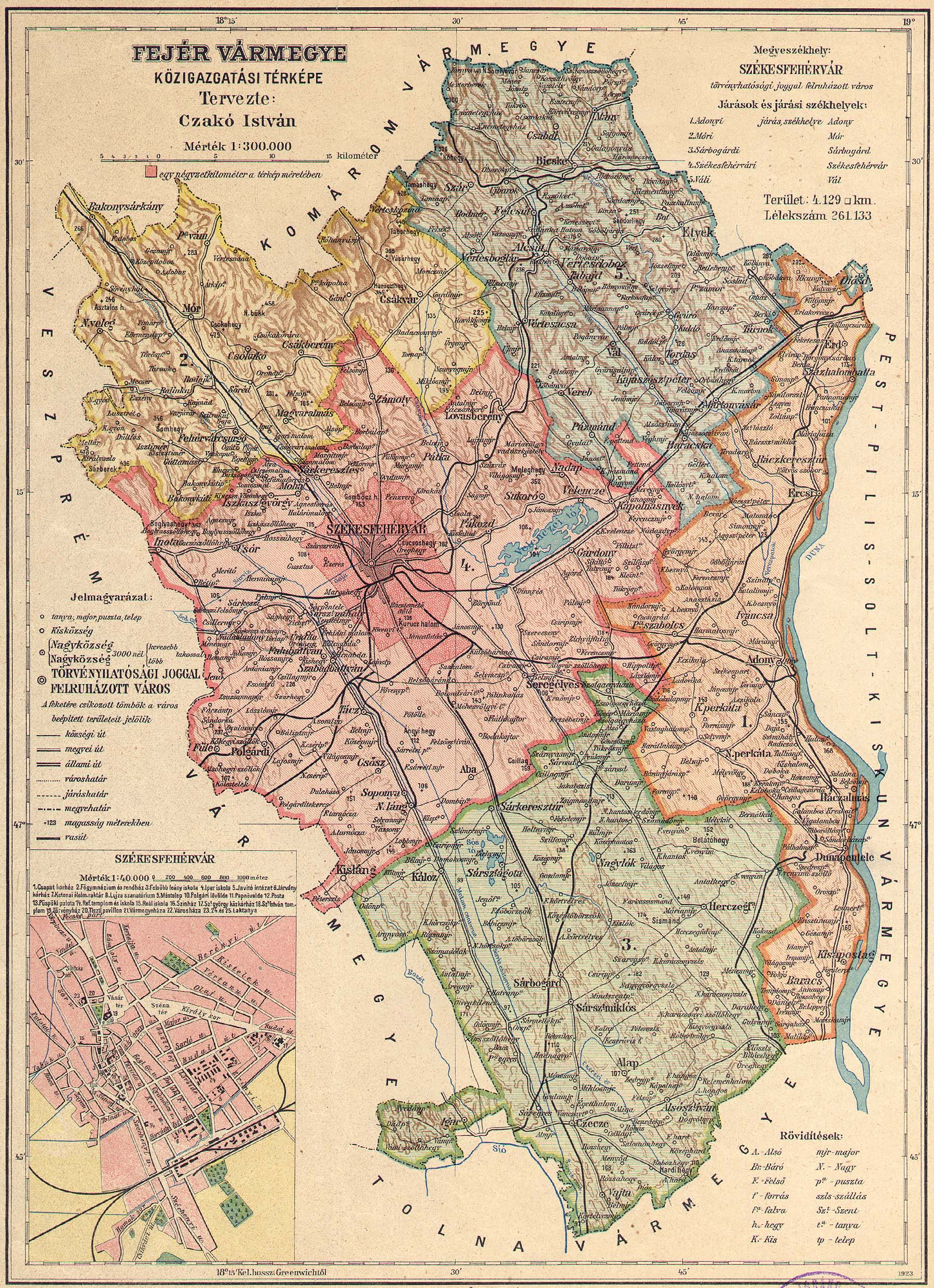
Administrative Karte

Im frühen 20. Jahrhundert bestanden folgende Stuhlbezirke (meist nach dem Namen des Verwaltungssitzes benannt):
| Stuhlbezirke (járások)                  | Stuhlbezirke (járások) |
| Stuhlbezirk                             | Verwaltungssitz        |
| --------------------------------------- | ---------------------- |
| Adony                                   | Adony                  |
| Mór                                     | Mór                    |
| Sárbogárd                               | Sárbogárd              |
| Székesfehérvár                          | Székesfehérvár         |
| Vál                                     | Vál                    |
| Stadtkreis (törvényhatósági jogú város) |                        |
| Székesfehérvár                          |                        |

Alle genannten Orte liegen im heutigen Ungarn.